# Xiyan (socken i Kina, Shanxi)
Xiyan (kinesiska: 西墕, 西墕乡) är en socken i Kina. Den ligger i provinsen Shanxi, i den norra delen av landet, omkring 17 kilometer norr om provinshuvudstaden Taiyuan.
Genomsnittlig årsnederbörd är 630 millimeter. Den regnigaste månaden är juli, med i genomsnitt 205 mm nederbörd, och den torraste är december, med 3 mm nederbörd.